# Pakkun
Pakkun is een van de nin-dogs van Hatake Kakashi, een personage uit de anime- en mangaserie Naruto. Pakkun werd door hem gebruikt om de missing-nin Momochi Zabuza op te sporen en te pakken in de mist. Later werd hij ook gebruikt om Naruto, Sakura en Shikamaru te helpen Sasuke en de Sand-genin te vinden, omdat Pakkun kan praten en een goede neus heeft. Hij is verder nog één keer gebruikt om Uchiha Sasuke op te sporen toen hij naar Orochimaru was vertrokken. Opvallend is dat Pakkun als hond een konoha voorhoofdsbeschermer draagt.